# قوس الرسغ الظهرانية
قوس الرسغ الظهرانية (بالإنجليزية: Dorsal carpal arch)‏‏هو شريان يتفرعُ من الفرع الرسغي الظهراني للشريان الكعبري، والفرع الرسغي الظهراني للشريان الزندي.

## فروعه
يخرجُ منه الفروع التالية:
- شرايين ظهارية ظهرانية